# Colossendeidae
Los colosendeidos (Colossendeidae) son una familia de la clase Pycnogonida.
Sus especies se distribuyen por el Antártico, el Pacífico y el Atlántico sur. Se caracterizan por tener patas muy largas (hasta de 24 cm), cuerpo delgado y pequeño (puede tener 0,8 a 1 cm de longitud) y una trompa fuerte.

## Taxonomía[3]
- Colossendeis Jarzinsky, 1870 (67 especies)

- Colossendeis acuta Stiboy-Risch, 1993
- Colossendeis adelpha Child, 1998
- Colossendeis angusta Sars, 1877
- Colossendeis aperta Turpaeva, 2005
- Colossendeis arcuata A. Milne-Edwards, 1885
- Colossendeis australis Hodgson, 1907
- Colossendeis avida Pushkin, 1970
- Colossendeis bicincta Schimkewitsch, 1893
- Colossendeis brevirostris Child, 1995
- Colossendeis bruuni Fage, 1956
- Colossendeis clavata Meinert, 1899
- Colossendeis colossea Wilson, 1881
- Colossendeis concedis Child, 1995
- Colossendeis cucurbita Cole, 1909
- Colossendeis curtirostris Stock, 1963
- Colossendeis dalli Child, 1995
- Colossendeis drakei Calman, 1915
- Colossendeis elephantis Child, 1995
- Colossendeis enigmatica Turpaeva, 1974
- Colossendeis ensifer Child, 1995
- Colossendeis fijigrypos Bamber, 2004
- Colossendeis fragilis Pushkin, 1993
- Colossendeis gardineri Carpenter, 1907
- Colossendeis geoffroyi Mañé-Garzón, 1944
- Colossendeis gibbosa Mobius, 1902
- Colossendeis glacialis Hodgson, 1907
- Colossendeis gracilis Hoek, 1881
- Colossendeis grassa Pushkin, 1993
- Colossendeis hoeki Gordon, 1944
- Colossendeis insolita Pushkin, 1993
- Colossendeis japonica Hoek, 1898
- Colossendeis korotkevitschi Pushkin, 1984
- Colossendeis kurtchatovi Turpaeva, 1993
- Colossendeis leninensis Pushkin, 1993
- Colossendeis leptorhynchus Hoek, 1881
- Colossendeis longirostris Gordon, 1938
- Colossendeis losinskii Turpaeva, 2002
- Colossendeis macerrima Wilson, 1881
- Colossendeis media Hoek, 1881
- Colossendeis megalonyx Fry & Hedgpeth, 1969
- Colossendeis melancholicus Stock, 1975
- Colossendeis mica Pushkin, 1970
- Colossendeis microsetosa Hilton, 1943
- Colossendeis minor Schimkewitsch, 1893
- Colossendeis minuta Hoek, 1881
- Colossendeis mycterismos Bamber, 2004
- Colossendeis nasuta Hedgpeth, 1949
- Colossendeis notialis Child 1995
- Colossendeis oculifera Stock, 1963
- Colossendeis peloria Child, 1994
- Colossendeis perforata Turpaeva, 1993
- Colossendeis pipetta Stock, 1991
- Colossendeis proboscidea (Sabine)
- Colossendeis robusta Hoek, 1881
- Colossendeis rostrata Turpaeva, 1994
- Colossendeis scoresbii Gordon, 1932
- Colossendeis scotti Calman, 1915
- Colossendeis sinuosa Stock, 1997
- Colossendeis spicula Child, 1994
- Colossendeis stramenti Fry and Hedgpeth, 1969
- Colossendeis subminuta Schimkewitsch, 1893
- Colossendeis tenera Hilton, 1943
- Colossendeis tenuipedis Pushkin, 1993
- Colossendeis tethya Turpaeva, 1974
- Colossendeis tortipalpis Gordon, 1932
- Colossendeis vityazi Turpaeva, 1973
- Colossendeis wilsoni Calman, 1915

- Decolopoda Eights, 1835

- Decolopoda australis Eights, 1835 — Mar del Scotia (litoral)
- Decalopoda antarctica Bouvier, 1906
- Decalopoda quisimi Iayasree, Sreepada & Parulekar, 1993

- Dodecolopoda Calman & Gordon, 1933

- Dodecolopoda mawsoni Calman & Gordon, 1933 — Mar del Scotia

- Hedgpethia Turpaeva, 1973 (12 especies)

- Rhopalorhynchus

- Rhopalorhynchus cinclus Bamber, 2001 — Bodgaya Southern Rim Reef, Malasia (sobre esponjas)
- Rhopalorhynchus claudus Stock, 1975 — Barbados (arena fangosa, conchas rotas, parte inferior de las esponjas)
- Rhopalorhynchus clavipes Carpenter, 1893 — Estrecho de Torres (entre arrecifes)
- Rhopalorhynchus filipes Stock, 1991 — entre Islas de la Lealtad y Nueva Caledonia, cerca de la Isla Chesterfield
- Rhopalorhynchus gracillimus Carpenter, 1907 — Islas Maldivas (sobre crinóideos negros)
- Rhopalorhynchus kroeyeri Wood-Mason, 1873 — Islas Andamán (en la parte inferior de algas filamentosas)
- Rhopalorhynchus lomani Stock, 1958 — Estrecho de Macasar, Indonesia
- Rhopalorhynchus mortenseni Stock, 1958 — Isla de Joló, Archipiélago de Sulu (sobre arenas y corales)
- Rhopalorhynchus pedunculatum Stock, 1957 — Mar Rojo (orillas)
- Rhopalorhynchus sibogae Stock, 1958 — Mar de la isla de Flores (Indonesia) (sobre arena y barro)
- Rhopalorhynchus tenuissimus Haswell, 1884 — Port Denison, Australia